# Entrelacs de Whitehead

Entrelacs de Whitehead

Dans la théorie des nœuds, l'entrelacs de Whitehead, portant le nom de J. H. C. Whitehead, est l'un des entrelacs les plus élémentaires. Il peut être dessiné comme entrelacs alterné à cinq croisements, à partir de la superposition d'un cercle et d'une boucle en forme de huit.

## Structure
Une manière courante de décrire ce nœud est formée en superposant une boucle en forme de huit avec une autre boucle circulaire entourant le croisement du chiffre huit. La relation dessus-dessous entre ces deux dénouements est alors définie comme un entrelacs alterné, les croisements consécutifs sur chaque boucle alternant entre dessous et dessus. Ce dessin comporte cinq croisements, dont l'un est l'auto-croisement de la courbe en huit, qui ne compte pas dans le nombre d'enlacement. Étant donné que les croisements restants ont un nombre égal de croisements inférieurs et supérieurs sur chaque boucle, son nombre d'enlacement est 0.

Entrelacs de Whitehead dessiné symétriquement

Bien que cette construction de l'entrelacs traite ses deux boucles différemment l'une de l'autre, les deux boucles sont topologiquement symétriques : il est possible de déformer le même entrelacs en un dessin du même type dans lequel la boucle qui a été dessinée en huit est circulaire et vice versa,. 
Alternativement, il existe des réalisations de ce nœud en trois dimensions dans lesquelles les deux boucles peuvent être rapprochées par une symétrie géométrique de la réalisation.
Dans la notation de théorie des tresses, cet entrelacs s'écrit
{\displaystyle \sigma _{1}^{2}\sigma _{2}^{2}\sigma _{1}^{-1}\sigma _{2}^{-2}.\,}
Son polynôme de Jones est
{\displaystyle V(t)=t^{-{3 \over 2}}\left(-1+t-2t^{2}+t^{3}-2t^{4}+t^{5}\right).}
Ce polynôme et {\displaystyle V(1/t)} sont les deux facteurs du polynôme de Jones de L10a140. Notamment, {\displaystyle V(1/t)} est le polynôme de Jones pour l'image miroir d'un entrelacs ayant le polynôme de Jones {\displaystyle V(t)}.

## Volume
Le volume hyperbolique du complémentaire de l'entrelacs de Whitehead est 4 fois la constante de Catalan, soit environ 3,66. Le complément de  l'entrelacs de Whitehead est l'une des deux variétés hyperboliques à deux pointes avec le volume minimum possible, l'autre étant le complément du bretzel avec les paramètres (−2, 3, 8). 
Le remplissage de Dehn sur un composant de l'entrelacs de Whitehead peut produire la variété sœur du complément du nœud en huit, et le remplissage de Dehn sur les deux composants peut produire la variété de Weeks, respectivement l'une des variétés hyperboliques de volume minimum avec une arête de rebroussement et la variété hyperbolique de volume minimum sans arête de rebroussement.

## Histoire

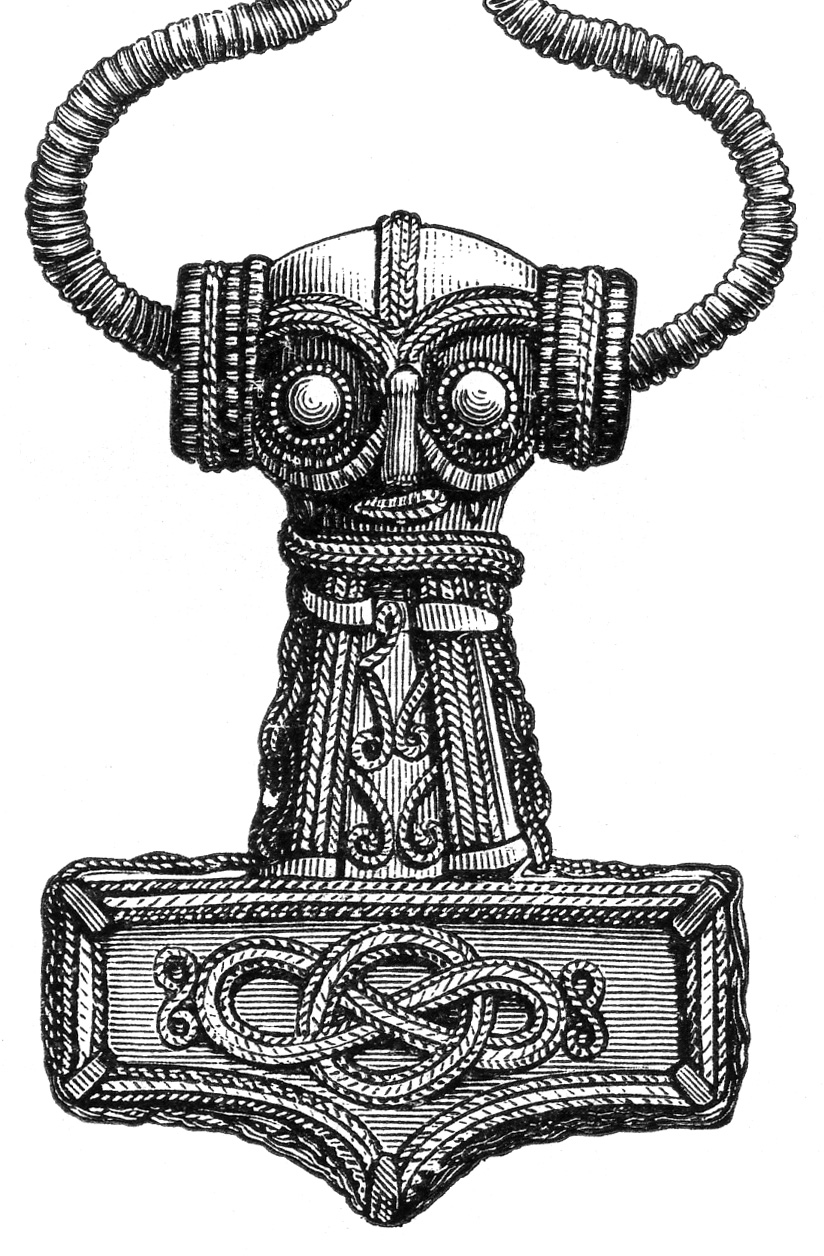
Ancien marteau de Thor trouvé à Erikstorp portant un entrelacs.

L'entrelacs de Whitehead porte le nom de J. H. C. Whitehead, qui a passé une grande partie des années 1930 à chercher une preuve de la conjecture de Poincaré. En 1934, il a utilisé l'entrelacs dans le cadre de sa construction de la variété de Whitehead, qui a réfuté sa précédente prétendue preuve de la conjecture.